# Joan Blanquer i Penedès
Joan Blanquer i Penedès (Castellar del Vallès, 8 de mayo de 1912 - Sabadell, 2002) fue un director de cine amateur español.
Nacido en el molino de Fontscalents de Castellar del Vallés, Joan Blanquer i Panadès era un administrativo de profesión que dedicó gran parte de la su vida a realizar películas y documentales amateurs y desarrolló una intensa actividad en cinefórums del Vallés Occidental.
Después de la Guerra Civil, en 1940 se trasladó a Sabadell, se casó con Celia Carraté y tuvo un hijo.
Su obra más conocida es El pan nuestro de cada día, filmada en 1950 junto con el cineasta y cámara sabadellense Ramon Bardés i Abellà, en la que crítica las condiciones de vida de la posguerra en España, filmando cómo llega a Sabadell un niño famélico, proveniente de la inmigración de los años 50 en Cataluña. Blanquer también fue guionista de diferentes películas amateurs, galardonadas por revistas especializadas.
En 1985 promovió la entidad Amics de la Filmoteca de Sabadell que, gracias a su iniciativa, editó "Cinescrits" (1983-85, cuatro números).
Fue profesor de catalán durante el franquismo y líder de la actividad cultural en la ciudad.
En 1995, la Fundación Lluis Carulla le otorgó el Premio de Actuación Cívica por su labor como profesor de catalán durante el franquismo y su activismo en diversas iniciativas culturales de Sabadell: los Amigos del Cine, la delegación de Òmnium Cultural en Sabadell y la Fundación Bosch i Cardellach . Colaboró con la Unión Excursionista de Sabadell, la Comisión Municipal de Normalización Lingüística y el Archivo de Historia de Castellar del Vallés. También fue jurado del Premio Pere Quart de humor y sátira y colaboró en la Forja, Plaça Vella y Artilletres.
En 2000 el Ayuntamiento de Castellar del Vallés publicó el libro 'Castellar del meu record'  donde se recogen los 60 artículos que Joan Blanquer había ido publicando en el semanario Forja. En esta recopilación de recuerdos, el autor explica la vida, las costumbres, las tradiciones de los castellarenses y de las entidades de la época.
Su legado también deja una dedicación en la promoción de la cultura y lengua catalana (fue accionista de la discográfica Edigsa) así como diferentes investigaciones sobre historia local. Murió en Sabadell en 2002.
En la población natal, Castellar, existe un centro educativo dedicado a su memoria.

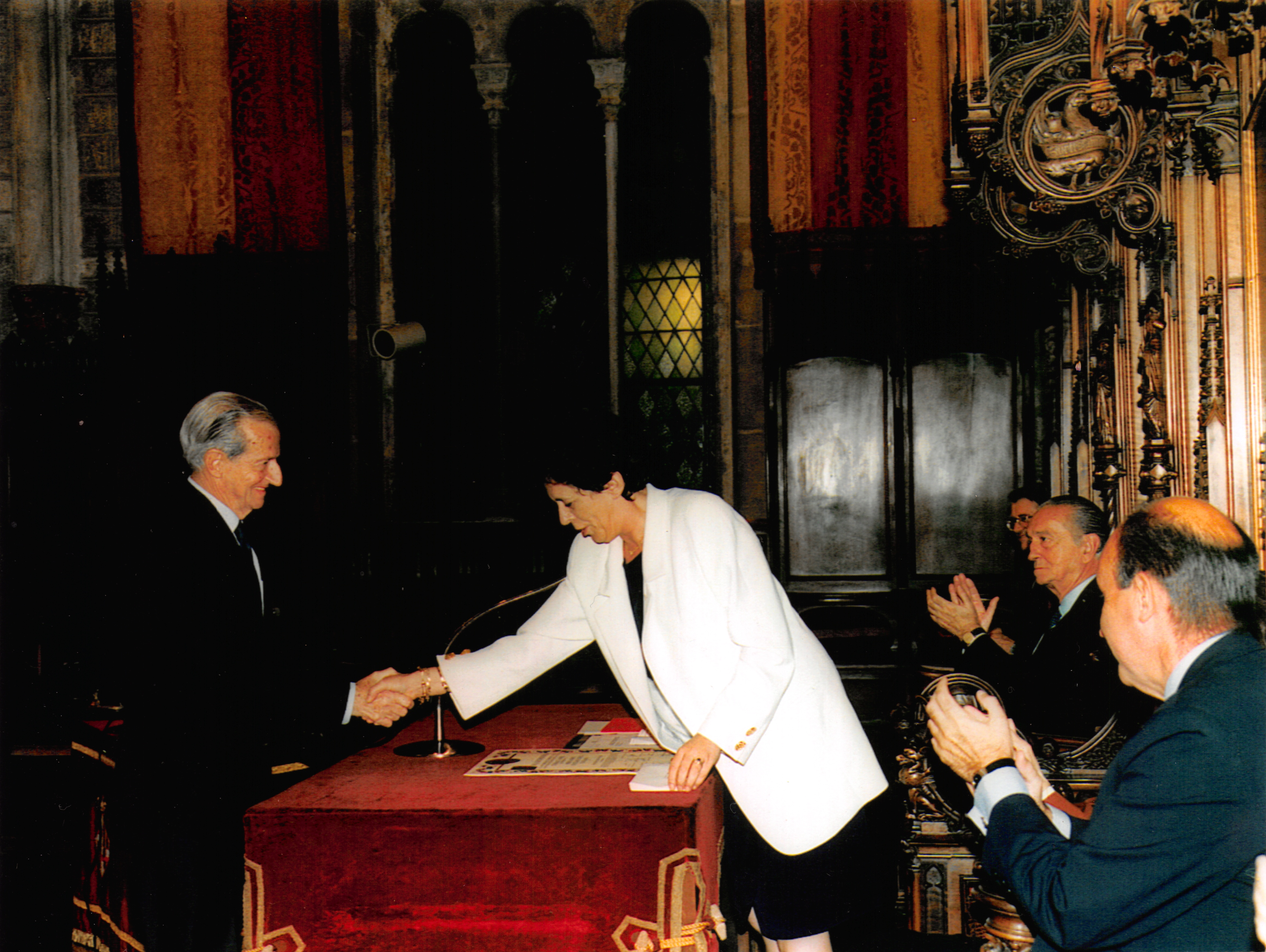